# 生命化学科
生命化学科（せいめいかがくか、英称： Department of Chemistry and Bioresource）は、生命化学に関する分野を教育研究する、大学の学科。

## 生命化学科を置く大学・学部
- 鹿児島大学 理学部
- 工学院大学 先進工学部
- 玉川大学 農学部
- 日本大学 生物資源科学部
- 東海大学 工学部
- 甲南大学 フロンティアサイエンス学部

## 生命化学科と類似する学科名称
- 山形大学 理学部 物質生命化学科
- 宇都宮大学 農学部 応用生命化学科
- 千葉大学 園芸学部 応用生命化学科
- 岡山大学 工学部 化学生命系学科
- 熊本大学 工学部 物質生命化学科
- 日本工業大学 基幹工学部 環境生命化学科
- 早稲田大学 先進理工学部 化学・生命化学科
- 城西大学 理学部 化学・生命科学科
- 福井工業大学 工学部 環境生命化学科
- 同志社大学 理工学部 機能分子・生命化学科
- 近畿大学 農学部 応用生命化学科
- 関西学院大学 理工学部 生命医化学科
- 九州産業大学 工学部 物質生命化学科
- 東京農業大学 生命科学部 分子生命化学科

## 生命化学を専攻できる大学・学科・専攻
- 北海道大学 農学院 農学部 木質生命化学研究室
- 秋田大学 理工学部 物質科学科 応用化学コース
- 東北大学 農学部 応用生物化学科 生命化学コース
- 筑波大学 生命環境学群 生物資源学類 応用生命化学コース
- 東京大学 農学部 応用生命科学課程 生命化学・工学専修
- 岐阜大学 応用生物科学部 応用生命化学科
- 神戸大学 農学部 生命機能科学科 応用生命化学コース
- 高知大学 農学部 農学科 生命化学コース
- 愛媛大学 農学部 生物資源学科 応用生命化学専門教育コース
- 佐賀大学 農学部 生命機能科学科 生命化学講座
- 関西大学 化学生命工学部
- 倉敷芸術科学大学 生命科学部 生命科学科 生命化学コース

生命化学分野の学部を置く外国大学の一例
- ブラッドフォード大学（イギリス）
- 仁荷大学校（大韓民国）
- 蔚山科学技術院（大韓民国）